# Голубєва Неллі Юріївна
Неллі Юріївна Голубєва (23 січня 1977, Овідіополь) — український правознавець, доктор юридичних наук — 2013, професор — 2014, завідувач  кафедри цивільного процесу Національного університету «Одеська юридична академія» — 2015, Член науково-консультативної ради при Верховному Суді України (за цивільно-правовою спеціалізацією) — 2016, Член редколегії журналу «Часопис цивілістики», адвокат.

## Життєпис
Голубєва Неллі Юріївна народилася 23 січня 1977 року в смт Овідіополь Одеської області.
У вересні 1997 р. вступила в Одеську державну юридичну академію на денне відділення, факультет цивільного права та підприємництва.
У червні 2002 року закінчила Одеську національну юридичну академію, отримала диплом з відзнакою за напрямом підготовки «Правознавство» та здобула кваліфікацію магістра права.
У червні 2002 року прийнята на посаду державного податкового інспектора відділу правового забезпечення Державної податкової інспекції у Жовтневому районі м. Одеси.
У жовтні 2002 року звільнилась у зв'язку із вступом на денне відділення аспірантури ОНЮА.
22 жовтня 2005 року захистила дисертацію на здобуття наукового ступеня кандидата юридичних наук за темою «Зобов'язання із публічної обіцянки винагороди» та прийнята на посаду асистента кафедри цивільного права Одеської національної юридичної академії. У вересні 2006 року переведена на посаду доцента кафедри цивільного права Одеської національної юридичної академії. У червні 2008 року Міністерством освіти і науки України присвоєне вчене звання: доцент кафедри цивільного права (03.07.2008, 12ДЦ 019424, 4/38-Д).
З вересня 2010 р. по серпень 2013 р. — докторант кафедри цивільного права Національного університету «Одеська юридична академія». 11 жовтня 2013 року захистила дисертацію на здобуття наукового ступеня доктора юридичних наук за темою «Зобов'язання у цивільному праві України: методологічні засади правового регулювання».
З 1 вересня 2014 року — професор кафедри цивільного права, з 9 лютого 2015 року — завідувач кафедри цивільного процесу. У 2018 році отримала почесне звання – заслужений юрист України.
Основними науковими напрямками діяльності є питання та проблеми, пов'язані із зобов'язальним правом, правом власності, спадковим та сімейним правом, електронною комерцією, а також загальнотеоретичні проблеми цивільного права та цивільно-процесуального права.
Автор біля 250 наукових та учбово-методичних праць, у тому числі: співредактор 10 науково-практичних коментарів нормативно-правових актів ЦПК, ЦК, КАС, ЖК; брала участь у написанні коментарів до СК, ГК, ГПК, підручників та посібників з цивільного, сімейного, житлового права; співредактор 16 підручників, посібників, монографій (в тому числі, що отримали гриф Міністерства освіти України: Цивільне та сімейне право України, 2009; Сімейне право України, 2010; Цивільний процес України, 2011);  редактор монографій та навчальних посібників з цивільного процесу, виконавчого провадження, нотаріату, практики ЄСПЧ у цивільному процесі, науково-практичного коментаря до ЦПК.
Член Науково-консультованої ради при Верховному Суді, Член науково-консультованої ради при Конституційному Суді України, член редакційної колегії науково-практичного журналу “Часопис цивілістики ”; науковий редактор науково-практичного журналу «Вісник Асоціації слідчих суддів України».